# Steinreich
Steinreich è un comune di 454 abitanti del Brandeburgo, in Germania.

Appartiene al circondario di Dahme-Spreewald ed è parte dell'Amt Unterspreewald.

## Storia
Il comune di Steinreich fu creato il 31 dicembre 2002 dall'unione dei comuni di Glienig e Sellendorf, che ne divennero frazioni.

## Geografia antropica

### Suddivisioni amministrative
Il territorio comunale comprende 2 centri abitati (Ortsteil):
- Glienig, con le località:
  - Damsdorf
  - Schenkendorf
- Sellendorf, con le località:
  - Hohendorf
  - Schöneiche